# 王辉忠
王辉忠（1956年2月—），男，汉族，浙江义乌人。中华人民共和国政治人物，中国共产党第十八届中央候补委员。中共中央党校省部级干部在职研究生班政治学专业毕业，中共中央党校在职研究生学历。曾任中共宁波市委书记，中共浙江省委副书记、浙江省人大常委会党组书记、副主任等职。

## 生平

### 早年经历
王辉忠1956年2月出生于浙江义乌。1978年5月加入中国共产党，1978年7月参加工作，成为浙江省金华市义乌县夏演公社干部、党委宣传委员、团委书记。
1980年11月，王辉忠进入浙江农业大学干部专修科农学专业学习。1982年8月毕业后回到义乌县工作，历任义乌县王阡公社党委书记，浙江省义乌县义亭区委副书记、区长，义乌县委常委、县委办公室主任，义乌县委副书记等职务。

### 逐级提升
1986年11月，王辉忠调任共青团浙江省委副书记。1991年11月，当选为浙江省青联主席。1993年3月，任共青团浙江省委书记。
1995年10月，转任中共舟山市委副书记、组织部部长，1996年6月兼任浙江水产学院党委书记。1997年4月任舟山市人民政府代市长，5月任市长。1999年3月，任中共舟山市委书记。2002年4月，兼任市人大常委会主任。
2003年2月，王辉忠出任浙江省公安厅厅长、党委书记，并于同年5月升任中共浙江省委常委，晋升副部级。2007年6月，王辉忠任浙江省委常委、政法委书记、公安厅厅长。
2010年10月，调任中共宁波市委书记兼市人大常委会主任。在其担任市委书记期间，2012年10月，宁波市镇海区爆发当地民众反对PX项目的大规模抗议，最终导致该项目被取消。
2012年11月，在中国共产党第十八次全国代表大会上当选中央候补委员。2013年4月19日，王辉忠升任中共浙江省委副书记，同年5月再次兼任省委政法委书记。

### 卸任退休
2016年1月28日，王辉忠当选为浙江省人大常委会副主任。2016年11月1日，王辉忠不再担任中共浙江省委常委、副书记职务，由袁家军接替。2017年1月24日起，王辉忠兼任浙江省人大常委会党组书记一职，至2018年1月30日换届时卸任。2018年2月，当选为第十三届全国人大代表、全国人大华侨委员会委员。